# Пыщерово (Московская область)
Пыщерово — деревня в городском округе Шаховская Московской области.

## Название
Первоначально — деревня Пыщерова.

## География
Деревня расположена в западной части округа, примерно в 8 км к юго-западу от райцентра Шаховская, на левом берегу малой реки Селянки (приток реки Белой, бассейна Рузы), высота центра над уровнем моря 221 м. Ближайшие населённые пункты — Замошье на противоположном берегу Селянки и Дашково в 1,5 км западнее.

## Исторические сведения
В 1769 году Пыщерова — деревня Хованского стана Волоколамского уезда Московской губернии в составе владения княгини Екатерины Романовны Дашковой. В деревне 11 дворов и 24 души.
В середине XIX века деревня Пыщерово относилась к 1-му стану Волоколамского уезда и принадлежала Александру Михайловичу Безобразову. В деревне было 13 дворов, крестьян 87 душ мужского пола и 92 души женского.
В «Списке населённых мест» 1862 года — владельческая деревня 1-го стана Волоколамского уезда Московской губернии по правую сторону Московского тракта, шедшего от границы Зубцовского уезда на город Волоколамск, в 34 верстах от уездного города, при речках Селянке и Белой, с 29 дворами и 149 жителями (77 мужчин, 72 женщины).
По данным на 1890 год входила в состав Муриковской волости, число душ мужского пола составляло 77 человек.
Постановлением президиума Моссовета от 24 марта 1924 года Муриковская волость была включена в состав Судисловской волости.
По материалам Всесоюзной переписи населения 1926 года — деревня Дашковского сельсовета, проживало 129 человек (58 мужчин, 71 женщина), насчитывалось 27 крестьянских хозяйств.
С 1929 года — населённый пункт в составе Шаховского района Московской области.
1994—2006 гг. — деревня Волочановского сельского округа Шаховского района.
2006—2015 гг. — деревня сельского поселения Степаньковское Шаховского района.
2015 г. — н. в. — деревня городского округа Шаховская Московской области.

## Население
| 1859 | 1926 | 2002 | 2006 | 2010 |
| ---- | ---- | ---- | ---- | ---- |
| 149  | ↘129 | ↘0   | ↗1   | ↘0   |

## Инфраструктура
Личное подсобное хозяйство с зоной сельскохозяйственного использования, индивидуальная застройка усадебного типа.
В 1913 году — 24 двора.

## Транспорт
Деревня доступна автотранспортом.